# Diócesis de Manado
La diócesis de Manado (en latín: Dioecesis Manadoen(sis) y en indonesio: Keuskupan Manado) es una circunscripción eclesiástica latina de la Iglesia católica en Indonesia, sufragánea de la arquidiócesis de Macasar. La diócesis tiene al obispo Benedictus Estephanus Rolly Untu, M.S.C. como su ordinario desde el 12 de abril de 2017.

## Territorio y organización
La diócesis tiene 90 000 km² y extiende su jurisdicción sobre los fieles católicos de rito latino residentes en las provincias de Célebes Septentrional, Gorontalo y Célebes Central.
La sede de la diócesis se encuentra en la ciudad de Manado, en donde se halla la Catedral del Corazón Inmaculado de María.
En 2020 en la diócesis existían 54 parroquias.

## Historia
La prefectura apostólica de Célebes fue erigida el 19 de noviembre de 1919 con el breve Nobis supremum del papa Benedicto XV, obteniendo el territorio del vicariato apostólico de Batavia (hoy arquidiócesis de Yakarta).
El 1 de febrero de 1934 la prefectura apostólica fue elevada a vicariato apostólico con la bula Magno perfundimur del papa Pío XI.
El 13 de abril de 1937 cedió una parte de su territorio para la erección de la prefectura apostólica de Macasar (hoy arquidiócesis) y asumió al mismo tiempo el nombre de vicariato apostólico de Manado, mediante la bula Catholicae fidei del papa Pío XI.
El 3 de enero de 1961 el vicariato apostólico fue elevado a diócesis con la bula Quod Christus del papa Juan XXIII.

## Estadísticas
De acuerdo al Anuario Pontificio 2020 la diócesis tenía a fines de 2019 un total de 145 155 fieles bautizados.
| Año                                                                             | Población            | Población | Población      | Sacerdotes | Sacerdotes    | Sacerdotes    | Bautizados por sacerdote | Diáconos permanentes | Religiosos | Religiosos | Parroquias |
| Año                                                                             | Bautizados católicos | Total     | % de católicos | Total      | Clero secular | Clero regular | Bautizados por sacerdote | Diáconos permanentes | Varones    | Mujeres    | Parroquias |
| ------------------------------------------------------------------------------- | -------------------- | --------- | -------------- | ---------- | ------------- | ------------- | ------------------------ | -------------------- | ---------- | ---------- | ---------- |
| 1950                                                                            | 32 740               | 1 400 000 | 2.3            | 34         | 3             | 31            | 962                      |                      | 18         | 84         | 3          |
| 1970                                                                            | 66 457               | 2 500 000 | 2.7            | 51         | 4             | 47            | 1303                     |                      | 68         | 111        | 23         |
| 1980                                                                            | 88 230               | 3 145 000 | 2.8            | 56         | 13            | 43            | 1575                     |                      | 107        | 129        | 6          |
| 1990                                                                            | 122 110              | 4 500 000 | 2.7            | 57         | 24            | 33            | 2142                     |                      | 158        | 156        | 6          |
| 1998                                                                            | 123 948              | 4 332 770 | 2.9            | 92         | 56            | 36            | 1347                     |                      | 180        | 136        | 43         |
| 2013                                                                            | 135 857              | 6 062 706 | 2.2            | 138        | 91            | 47            | 984                      |                      | 190        | 437        | 59         |
| 2016                                                                            | 256 579              | 6 245 633 | 4.1            | 124        | 90            | 34            | 2069                     |                      | 112        | 220        | 64         |
| 2019                                                                            | 145 155              | ?         | ?              | 149        | 103           | 46            | 974                      |                      | 177        | 164        | 67         |
| Fuente: Catholic-Hierarchy, que a su vez toma los datos del Anuario Pontificio. |                      |           |                |            |               |               |                          |                      |            |            |            |

## Episcopologio
- Gerard Vesters, M.S.C. † (diciembre de 1919-16 de febrero de 1923 nombrado obispo titular de Dioclecianópolis de Palestina)
- Joannes Walter Panis, M.S.C. † (12 de junio de 1923-marzo de 1947 renunció)
- Nicolaas Verhoeven, M.S.C. † (13 de marzo de 1947-26 de junio de 1969 renunció)
- Theodorus Hubertus Moors, M.S.C. † (26 de junio de 1969-8 de febrero de 1990 retirado)
- Joseph Theodorus Suwatan, M.S.C. (8 de febrero de 1990-12 de abril de 2017 retirado)
- Benedictus Estephanus Rolly Untu, M.S.C., desde el 12 de abril de 2017